# 湖西辛家古宅
湖西辛家古宅，是一座位於台灣澎湖縣湖西鄉湖西村的宅第建築，於2009年6月8日登錄澎湖縣歷史建築。

## 沿革
湖西村自明天啟年間由先民進行開墾。後在清領時期初期即已有居民遷至本地定居，該村莊因地勢低窪，該地區因沖積層較厚，雨水匯集，故成為當時澎湖列島農業較發達的地區。辛家本源出自甘肅莘地，堂號「隴西」。據《辛家族譜》，記載辛氏先祖原與柯氏、蔡氏兩姓為同脈兄弟，起源於宋朝時期，並從河南省濟陽府固始縣移居到福州大路鳳陳張勤鄉。後來歸因家族人口增加，各自建立宗祠，並分姓為辛、柯、蔡三姓。其中，辛氏為三兄弟中的長兄，宗族堂號為「青陽」，隨辛、柯、蔡三姓移居閩南地區後，各自發展壯大，其中浯州辛氏家族發展至第九世的辛輝玉，於明朝年間前往澎湖墾跡，被視為「開澎一世祖」之一。後於順治年間在湖西開墾時創建辛氏宗祠。
根據謄本資料查閱，建材鑑定及建築特徵，辛家古宅被推估應為清代時期（咸豐年末至同治年初）所興建，起造人應為湖西七世二房的辛黎水或其子辛三陽，在昭和八年（1943年）期間，至少有一次大幅的修建工程。
2009年，澎湖縣政府以該建築為舉人辛齊光之祖宅、建築形式具有傳統澎湖民居為由，提出歷史建築登錄申請，為由登錄該建築為歷史建築，並於2013年完成臺灣高雄地方法院公證，並將地上物十年使用權被轉讓給澎湖縣政府管理。
2015年，澎湖縣政府對辛家古宅進行調查研究和修復計畫，並由永明國際設計有限公司負責執行。根據調查研究後，則發現其所有權人並非辛齊光所屬之湖西二世第三房辛瑚派下，而是屬於辛瑚的長兄辛瑜所領的大房。其中古宅左側的辛氏家廟，則是族譜記載中最早的辛氏宗祠所在地，因為年久失修，該家廟後於1990年重建完成，辛齊光的故居在經由馬公高中歷史教師蔡福松解釋後得知位於辛氏古宅右後側。
2021年，辛家古宅與西安許真古宅修復工程經向立法院要求補助經費後，文化部同意上述二案補助逾1300萬元，並對於建築本體進行修復工程。

## 建築設計
辛家古宅基地呈現狹長狀之「一落四櫸頭」格局，建築座東北朝西南，建築採用硓𥑮石及與土埆造砌築之承重牆體，建築後側則有汕石隅柱結構、屋頂的覆蓋物則使用傳統的閩式屋瓦，該屋瓦則採用疊三砌法使屋頂整體結構穩固。建築屋頂形式以硬山頂為主，大厝身的屋面採用了前後兩坡落水的設計，並依循傳統的陰陽坡觀念作法。前方屋坡的簷高略過於後方屋坡，屋面的深度前方比後方更加淺短，此外，建築物山牆的脊頭多採用圓頭形。地板結構以三合土施作，大廳以尺磚斜鋪。
大厝的大廳過去主要是辛家用來待客和進行祭祀活動的空間。是建築物最寬敞的區域。大廳的左側是長房，作為住宿和存放物品的空間使用。右側則為次房，這個區域通常用作客房或其他用處之場所使用，其他兩側的間仔都是房間，以作為提供為辛家成員使用。建築物區域的末端設有一座尾間仔，該設施作為通常是用來燒火做飯的灶腳使用。在尾間仔的右側是一個貯藏間，作為存放燃料或其他物品使用。外埕處則設有一水井。
門樓外的前埕過去的附屬建築已拆除，僅能在左爿尾間仔的外牆見到鋼筋混凝土痕跡。

## 外部連結
- 辛家古宅 - 澎湖知識服務平台 （页面存档备份，存于）
- 湖西辛家古宅 - 文化資源地理資訊系統- 中央研究院 （页面存档备份，存于）